# Český Superpohár 2015
Český Superpohár 2015 byl historicky šestý ročník jednozápasové soutěže zvané Český Superpohár, která se hrála v typickém termínu týden před zahájením ligové soutěže. Účastníci Superpoháru byli dva – protagonisté dvou hlavních soutěží pořádaných Fotbalovou asociací ČR. Vítězem 1. české fotbalové ligy za sezonu 2014/15 se stal tým FC Viktoria Plzeň. V českém fotbalovém poháru za sezónu 2014/15 triumfoval FC Slovan Liberec. Souboj obou týmů o Superpohár se odehrál v sobotu 18. července 2015 od 19:15 na městském stadionu v Plzni.
Vítězem českého Superpoháru 2015 se stal FC Viktoria Plzeň.

## Průběh zápasu
Do utkání sice s větším elánem vstoupil Slovan, Viktoria však rychle přebrala iniciativu a celý první poločas jednoznačně dominovala. Již v šesté minutě nastřelil Jan Kopic tyč liberecké svatyně. Prvního gólu se domácí fanoušci dočkali v 26. minutě, kdy Jan Kovařík zahrával rohový kop – míč nasměroval do pokutového území přesně na hlavu nikým nehlídaného Tomáše Hořavy, který nedal Lukáši Hroššovi v brance Slovanu šanci. O šest minut později vedla Viktoria již 2–0, když po zmatcích v liberecké obraně našel Jan Kopic křížným centrem hlavu Daniela Koláře, který rybičkou nasměroval míč za Hroššova záda. Největší šanci Liberce v prvním poločase měl v 38. minutě Dzon Delarge, který se ocitl sám před Matúšem Kozáčikem, jeho slabá střela podél padajícího brankáře však minula plzeňskou branku.
První velkou šanci druhé půle měla Viktoria, když v 50. minutě Lukáš Hroššo nejprve vyrazil před sebe ránu Jana Kovaříka, následně pak dobíhající Daniel Kolář s Janem Holendou nedokázali zakončit. Vzápětí udeřilo na druhé straně. Za plzeňskou obranu si naběhl Lukáš Bartošák a umístěnou střelou k tyči snížil na rozdíl jediné branky. O čtyři minuty později nebezpečně střílel Jan Kopic, Hroššo ovšem jeho střelu vytěsnil na roh. Slovan se již k další velké šanci nedostal, naopak Viktoria měla několikrát blízko ke třetímu gólu. Milan Petržela, Jan Kovařík ani Daniel Kolář však libereckého brankáře překonat nedokázali. To však Viktorii mrzet nemuselo, těsná výhra znamenala pro Plzeň druhý zisk Superpoháru v klubové historii.

## Statistiky zápasu
| 18. červenec 2015 19:15 |        |                   |                                                     |
| FC Viktoria Plzeň       | 2 – 1  | FC Slovan Liberec | Doosan Arena diváci: 8 116 rozhodčí: Pavel Královec |
| Hořava 26' Kolář 32'    | Zpráva | 52' Bartošák      | Doosan Arena diváci: 8 116 rozhodčí: Pavel Královec |

| Plzeň | Liberec |

| 1      | B      | Matúš Kozáčik      |     |     |
| 27     | O      | František Rajtoral |     |     |
| 4      | O      | Roman Hubník       |     | 66' |
| 21     | O      | Václav Procházka   |     |     |
| 8      | O      | David Limberský    |     |     |
| 10     | Z      | Jan Kopic          | 68' |     |
| 7      | Z      | Tomáš Hořava       |     |     |
| 26     | Z      | Daniel Kolář       | 90' |     |
| 17     | Z      | Patrik Hrošovský   |     |     |
| 19     | Z      | Jan Kovařík        |     |     |
| 16     | Ú      | Jan Holenda        | 66' |     |
| Trenér | Trenér | Miroslav Koubek    |     |     |

| 30     | B      | Lukáš Hroššo        |     |     |
| 18     | O      | Jan Mudra           | 82' |     |
| 13     | O      | Ondřej Švejdík      |     | 74' |
| 29     | O      | Lukáš Pokorný       |     | 72' |
| 25     | O      | Jiří Fleišman       |     |     |
| 23     | Z      | Josef Šural         |     |     |
| 26     | Z      | Lukáš Bartošák      | 87' |     |
| 10     | Z      | Zdeněk Folprecht    |     |     |
| 8      | Z      | David Pavelka       |     |     |
| 28     | Z      | Dzon Delarge        |     |     |
| 27     | Ú      | Marek Bakoš         | 77' |     |
| Trenér | Trenér | Jindřich Trpišovský |     |     |

| 13 | B | Petr Bolek       |     |  |
| 3  | O | Aleš Matějů      |     |  |
| 22 | O | Jan Baránek      |     |  |
| 11 | Z | Milan Petržela   | 68' |  |
| 9  | Z | Ondřej Vaněk     | 90' |  |
| 23 | Z | Egon Vůch        |     |  |
| 25 | Ú | Aidin Mahmutović | 66' |  |

| 16 | B | Václav Hladký    |     |  |
| 4  | O | Martin Sus       | 77' |  |
| 5  | O | Vladimír Coufal  | 82' |  |
| ?  | O | Won Che Bong     |     |  |
| 3  | Z | Karel Knejzlík   |     |  |
| 23 | Ú | Vojtěch Hadaščok | 87' |  |

|  | 26' | Tomáš Hořava | 1-0 |
|  | 32' | Daniel Kolář | 2-0 |

|  | 52' | Lukáš Bartošák | 2–1 |

| Hlavní rozhodčí: | Pavel Královec  |
| Asistenti:       | Martin Wilczek  |
| Asistenti:       | Antonín Kordula |
| Reportáž         |                 |

| 1      | B      | Matúš Kozáčik      |     |     |
| 27     | O      | František Rajtoral |     |     |
| 4      | O      | Roman Hubník       |     | 66' |
| 21     | O      | Václav Procházka   |     |     |
| 8      | O      | David Limberský    |     |     |
| 10     | Z      | Jan Kopic          | 68' |     |
| 7      | Z      | Tomáš Hořava       |     |     |
| 26     | Z      | Daniel Kolář       | 90' |     |
| 17     | Z      | Patrik Hrošovský   |     |     |
| 19     | Z      | Jan Kovařík        |     |     |
| 16     | Ú      | Jan Holenda        | 66' |     |
| Trenér | Trenér | Miroslav Koubek    |     |     |

| 30     | B      | Lukáš Hroššo        |     |     |
| 18     | O      | Jan Mudra           | 82' |     |
| 13     | O      | Ondřej Švejdík      |     | 74' |
| 29     | O      | Lukáš Pokorný       |     | 72' |
| 25     | O      | Jiří Fleišman       |     |     |
| 23     | Z      | Josef Šural         |     |     |
| 26     | Z      | Lukáš Bartošák      | 87' |     |
| 10     | Z      | Zdeněk Folprecht    |     |     |
| 8      | Z      | David Pavelka       |     |     |
| 28     | Z      | Dzon Delarge        |     |     |
| 27     | Ú      | Marek Bakoš         | 77' |     |
| Trenér | Trenér | Jindřich Trpišovský |     |     |

| 13 | B | Petr Bolek       |     |  |
| 3  | O | Aleš Matějů      |     |  |
| 22 | O | Jan Baránek      |     |  |
| 11 | Z | Milan Petržela   | 68' |  |
| 9  | Z | Ondřej Vaněk     | 90' |  |
| 23 | Z | Egon Vůch        |     |  |
| 25 | Ú | Aidin Mahmutović | 66' |  |

| 16 | B | Václav Hladký    |     |  |
| 4  | O | Martin Sus       | 77' |  |
| 5  | O | Vladimír Coufal  | 82' |  |
| ?  | O | Won Che Bong     |     |  |
| 3  | Z | Karel Knejzlík   |     |  |
| 23 | Ú | Vojtěch Hadaščok | 87' |  |

|  | 26' | Tomáš Hořava | 1-0 |
|  | 32' | Daniel Kolář | 2-0 |

|  | 52' | Lukáš Bartošák | 2–1 |

| Hlavní rozhodčí: | Pavel Královec  |
| Asistenti:       | Martin Wilczek  |
| Asistenti:       | Antonín Kordula |
| Reportáž         |                 |

## Vítěz
| Český Superpohár 2015 FC Viktoria Plzeň (2. vítězství) |